# Gorenje Jelenje
Gorenje Jelenje je naselje v Občini Litija.